# 기재 이철현 초상
기재 이철현 초상은 대한민국 전라남도 담양군 봉산면 기곡리에 있는 초상화이다. 2009년 12월 1일 담양군의 향토문화유산 제13호로 지정되었다.

## 개요
기재 이철현(1777~1871)은 조선 성종의 4남인 완원군 후손으로 동지중추부사를 지낸 인물로 현 영정의 소유자인 이광우씨의 5대조이다.